# 奧革
奧吉（Auge，希臘文：Αὐγή）是希臘神話中的一個人物。她是阿卡迪亞國王阿琉斯的女兒，並且是一名雅典娜女祭司。

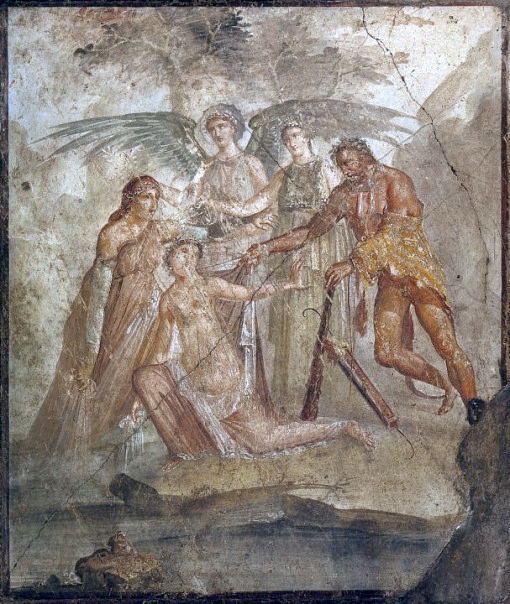
奧吉與赫拉克勒斯

根據傳說，阿琉斯從德爾斐神廟獲得神諭，若奧吉生下一個兒子，該名兒子將在未來殺害阿琉斯自己的兒子。恐懼的阿琉斯令奧吉成為一名雅典娜女祭司，以保持處女之身。一天赫拉克勒斯經過雅典娜神殿，見到了奧吉並深深受她吸引，當晚兩人發生了關係。後來奧吉生下忒勒福斯，得知消息的阿琉斯指示諾普利烏斯將母子兩人淹死。諾普利烏斯私下把他們賣給密細亞國王忒烏斯拉斯，後者娶了奧吉並撫養忒勒福斯，將他立為繼承人。